# Trold Sinus
Il Trold Sinus è una struttura geologica della superficie di Titano.